# Ситники (Сергиево-Посадский район)
Си́тники — посёлок в Сергиево-Посадском районе Московской области России, входит в состав сельского поселения Лозовское. До 2005 года — посёлок учебного хозяйства «Ситники».

## Население
| 1859 | 1905 | 1926 | 2002 | 2006 | 2010 |
| ---- | ---- | ---- | ---- | ---- | ---- |
| 7    | ↗18  | ↗38  | ↗163 | ↘160 | ↗165 |

## География
Посёлок Ситники расположен на севере Московской области, в южной части Сергиево-Посадского района, примерно в 51 км к северу от Московской кольцевой автодороги и 8 км к юго-востоку от железнодорожной станции Сергиев Посад, по левому берегу реки Торгоши бассейна Клязьмы.
В 3 км северо-западнее посёлка проходит Ярославское шоссе М8, в 21 км к юго-западу — Московское малое кольцо А107, в 9,5 км к северо-востоку — Московское большое кольцо А108, в 18 км к юго-востоку — Фряновское шоссе Р110.
К посёлку приписано садоводческое товарищество (СНТ). Ближайшие сельские населённые пункты — посёлок Здравница, деревни Шитова Сторожка и Подсосино.

## История
В «Списке населённых мест» 1862 года — владельческое сельцо 1-го стана Александровского уезда Владимирской губернии по левую сторону Троицкого торгового тракта из города Алексадрова в Сергиевский посад Московской губернии, в 38 верстах от уездного города и становой квартиры, при речке Черемушке, с 2 дворами и 7 жителями (6 мужчин, 1 женщина).
По данным на 1905 год — сельцо Ботовской волости Александровского уезда с 4 дворами и 11 жителями. Также упоминаются одноимённые усадьба (7 жителей) и сторожка.
По материалам Всесоюзной переписи населения 1926 года Ситники — совхоз Бревновского сельсовета Шараповской волости Сергиевского уезда Московской губернии с населением 38 человек (30 мужчин, 8 женщин).
С 1929 года — населённый пункт Московской области в составе:
- Торгашинского осельсовета Сергиевского района (1929—1930)[13],
- Торгашинского сельсовета Загорского района (1930—1939)[14],
- Охотинского осельсовета Загорского района (1939—1954)[15],
- Тураковского сельсовета Загорского района (1954—1963, 1965—1991)[15][16][17],
- Тураковского сельсовета Мытищинского укрупнённого сельского района (1963—1965)[16],
- Тураковского сельсовета Сергиево-Посадского района (1991—1994)[17],
- Тураковского сельского округа Сергиево-Посадского района (1994—2006)[18],
- сельского поселения Лозовское Сергиево-Посадского района (2006 — н. в.)[19][20].

## Достопримечательности
В районе посёлка находятся несколько выявленных памятников археологии:
- 0,76 км к северо-западу от посёлка — селище XVI—XVII вв.;
- 6 км к юго-востоку от Сергиева Посада — селище Учхоз-1 XIII—XVII вв.;
- 0,8 км к юго-востоку от посёлка — селище Учхоз-2 XIV—XVI вв.[21]